# 毛義雲
毛義雲（1665年1月20日—1723年8月16日），童名思戶金，號義雲，是琉球國第二尚氏王朝世子尚純之妃，並擔任第二尚氏王朝第七代聞得大君。毛氏出身首里毛氏豐見城家的分家毛氏座喜味家，是七世毛思義（讀谷山親方盛源）與妻尚慈源之次女，有一姊一弟六妹。其弟毛溫良（讀谷山親方盛守）在她擔任聞得大君後任聞得大君加那志大親職。她與尚純育有一子尚益，尚益繼位為王追尊父親尚純為王，她也被追封為王妃。